# Юный Фриц (фильм)
«Юный Фриц» — советский короткометражный художественный фильм Григория Козинцева и Леонида Трауберга по сценарию Самуила Маршака, написанному на основе одноимённого сатирического стихотворения. Фильм снят в эвакуации, на созданной в Алма-Ате Центральной объединённой киностудии.
Фильм был снят в откровенной эксцентрической манере с условными декорациями и персонажами-масками. Фильм на экраны не вышел и был положен на полку.
Нея Зоркая написала про этот фильм: «Стихотворение С.Маршака экранизировано остроумно и лихо, с помощью комбинированной техники. <…> Темп, ритм, музыка, остроумное изобразительное решение — эта филигранная миниатюра была своего рода шедевром».

## Сюжет
Фильм в сатирической манере повествует об истории воспитания «истинного арийца», которая представлена как лекция профессора «антрепалогии» (Максим Штраух), который, словно по клавишам, бьёт своей указкой по черепам, демонстрируя экспонаты «чистой расы». Иллюстрирующая лекцию биография юного Фрица развертывается как марионеточное действо, где юный фриц (Михаил Жаров), поначалу уменьшенный до размеров новорождённого, начинает расти в своей колыбельке и превращается в огромного верзилу, который шагает своими сапожищами штурмовика по карте Европы, захватывая её всю.
В конце фильма Фрица помещают в советский зоопарк, потому что «для науки всякий гад необходим».

## В ролях
- Михаил Жаров — Фриц
- Михаил Высоцкий — папа Фрица
- Лидия Атманаки — мама Фрица
- Максим Штраух — профессор «антрепалогии»
- Всеволод Пудовкин — офицер гестапо
- Михаил Астангов — офицер вермахта
- Янина Жеймо — Гертруда, девочка попавшая в гестапо
- Константин Сорокин — Франц, однополчанин Фрица
- Людмила Шабалина — экскурсовод в советском зоопарке
- Татьяна Говоркова — тётка Фрица (нет в титрах)
- Лидия Королёва — невеста Фрица (нет в титрах)
- Николай Мичурин — гость на дне рождения (нет в титрах)

## Съёмочная группа
- Автор сценария: Самуил Маршак
- Режиссёр: Григорий Козинцев, Леонид Трауберг
- Оператор: Андрей Москвин
- Художник: Евгений Еней
- Композитор: Лев Шварц
- Звукооператор: Илья Волк
- Директор картины: М. Шостак